# Flabiol

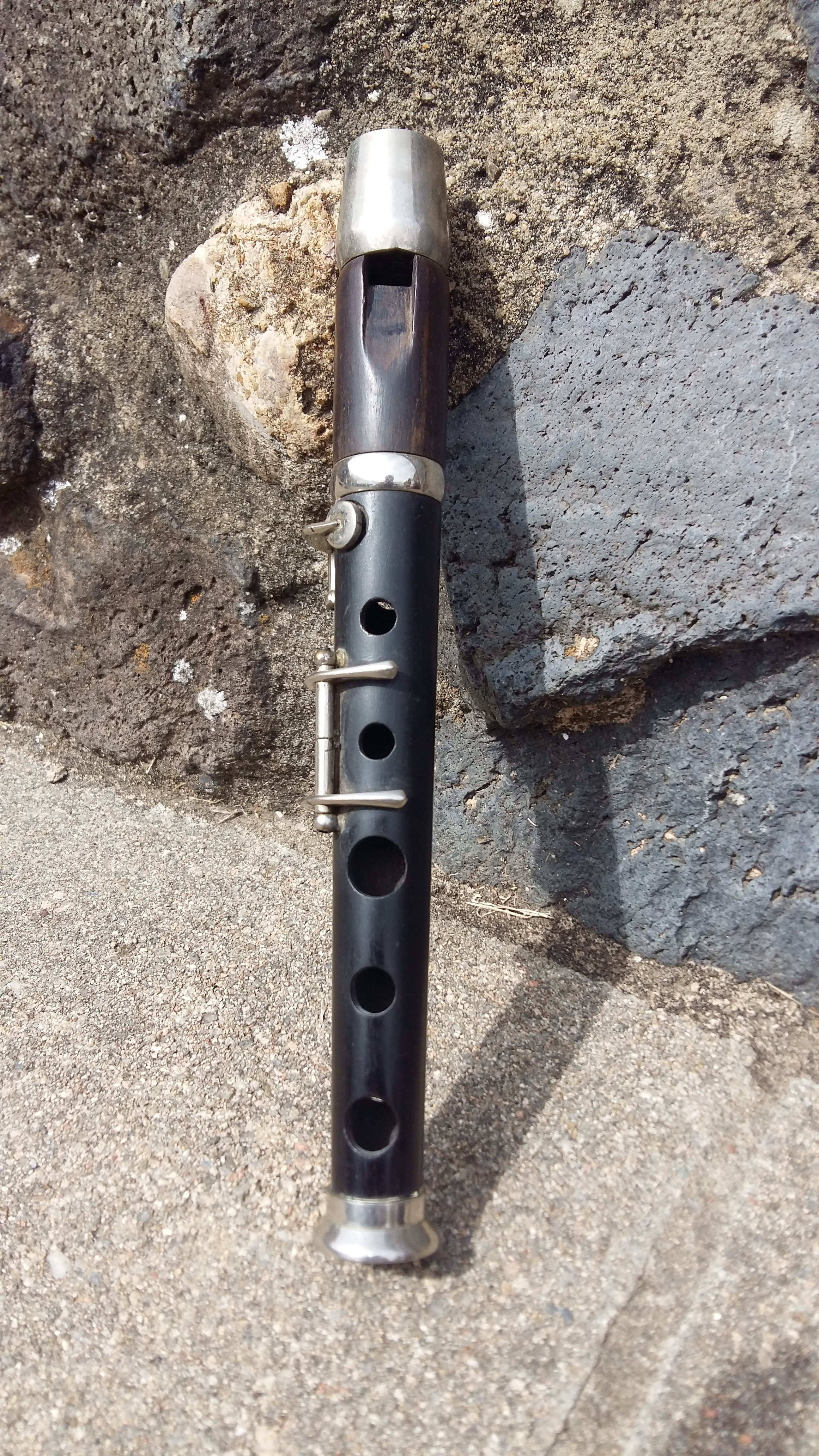
En modern flabiol med klaffar.

Flabiol är ett katalanskt träblåsinstrument som vanligen spelas med vänster hand. Den är ett av de tolv musikinstrument som finns i en cobla och det instrument som inleder den katalonska ringdansen sardana.  Flabiolen är omkring 25 centimeter lång och har åtta eller nio fingerhål, varav tre på undersidan.
Det finns två olika typer av flabiol, med och utan klaffar, och flabiolspelaren, eller el flabiolaire, i en cobla spelar också på en liten trumma, tamborí. Dagens flabiol, som tillverkas av ädelträ, har utvecklats ur den enkla flöjt som herdarna spelade på. Den  har använts av gycklare och trubadurer sedan medeltiden samt inom den katalanska folkmusiken. Flabiolen spelas förutom i Katalonien även i Roussillon och Aragonien i södra Frankrike samt på Balearerna, men då som soloinstrument.